# Bulavas
Bulavas ist ein litauischer männlicher Familienname.

## Herkunft
Der Familienname ist slawischer Herkunft.

## Weibliche Formen
- Bulavaitė (ledig)
- Bulavienė (verheiratet)

## Namensträger
- Jonas Bulavas (1903–1984), Agronom und Professor
- Juozas Bulavas (1909–1995), Rechtshistoriker und Politiker, Seimas-Mitglied
- Vladas Bulavas (1936–2004), Bibliothekar, Leiter der Litauischen Nationalbibliothek